# Walther Marschall von Bieberstein
Walther Freiherr Marschall von Bieberstein (* 29. Mai 1930; † 4. September 2014) war ein deutscher Diplomat, der unter anderem zwischen 1979 und 1985 Botschafter in Bangladesch sowie von 1985 bis 1995 Botschafter in Myanmar war.

## Leben
Marschall von Bieberstein stammte aus dem alten meißnischen Adelsgeschlecht Marschall von Bieberstein, das im 13. Jahrhundert das erbliche Marschall- und Kämmereramt der Markgrafen von Meißen besaß. Er absolvierte ein Studium der Rechtswissenschaften und schloss seine Promotion zum Dr. jur. an der Albert-Ludwigs-Universität Freiburg am 1958 mit einer Dissertation mit dem Titel Zum Problem der völkerrechtlichen Anerkennung der beiden deutschen Regierungen. Ein Beitrag zur Diskussion über die Rechtslage Deutschlands ab.
Dann trat er in den Auswärtigen Dienst ein und fand nach Abschluss der Attaché-Ausbildung verschiedene Verwendungen in der Zentrale des Auswärtigen Amtes in Bonn sowie an Auslandsvertretungen. Er war unter anderem Legationssekretär im Referat 500 (Allgemeines Völkerrecht). Am 28. September 1963 reiste er mit Gisela Rheker zu abschließenden Gesprächen über die Einrichtung einer Handelsvertretung in Rumänien nach Bukarest.
1965 fand Marschall von Bieberstein Verwendung als Referent in dem vom Vortragenden Legationsrat Erster Klasse Dedo von Schenck geleiteten Referat V 1 Völkerrecht und Staatsverträge. 1971 fungierte er als Botschaftsrat und Geschäftsträger der Botschaft in Kambodscha, nachdem 1969 die diplomatischen Beziehungen abgebrochen wurden.
Später war er Legationsrat Erster Klasse und Absolvent eines Lehrgangs am Royal College of Defence Studies (RCDS) in London, ehe er nach seiner Rückkehr am 5. Januar 1976 Leiter des Referats Allgemeines Völkerrecht (Referat 500) im Auswärtigen Amt wurde.
Als Nachfolger von Wolf-Dietrich Schilling wurde Marschall von Bieberstein 1979 Botschafter in Bangladesch und bekleidete diesen Posten bis zu seiner Ablösung durch Klaus Max Franke 1985. Im Anschluss löste er 1985 den in den Ruhestand getretenen Helmut Türk als Botschafter in Myanmar ab. Diese Funktion bekleidete er zehn Jahre lang bis zu seinem eigenen Eintritt in den Ruhestand 1995, woraufhin Wolfgang Wiesner sein dortiger Nachfolger wurde.
Marschall von Bieberstein engagierte sich im Kuratorium der in München ansässigen Myanmar-Stiftung. Für seine Verdienste wurde ihm das Bundesverdienstkreuz am Bande verliehen.

## Veröffentlichungen
- Zum Problem der völkerrechtlichen Anerkennung der beiden deutschen Regierungen. Ein Beitrag zur Diskussion über die Rechtslage Deutschlands, Dissertation Universität Freiburg im Breisgau, Verlag Duncker & Humblot, Berlin 1959